# Paul Stewart Racing
Paul Stewart Racing – były brytyjski zespół wyścigowy.
Zespół powstał w 1988 roku. Jackie Stewart miał wsparcie od firmy Texaco i postanowił wykupić zespół Gary Evans Motorsport z bazą w Egham Surrey, następnie przemianowując tę nazwę na Paul Stewart Racing (PSR). Uczynił tak ze względu na swego syna, który brał udział w wyścigach. Miało to przyciągnąć sponsorów. Zespół postanowił wystartować w brytyjskiej Formule 3. Ekipa liczyła 10 członków. Głównym sponsorem została firma Camel. Zespół wystawił dwa auta. Pierwszym kierowcą został Paul Stewart, drugim – Niemiec Otto Rensing. Szefem zespołu został Jackie Stewart.
Pierwszy sezon nie był zbyt udany dla PSR, chociaż Paul wygrał wyścig na torze Snetterton. Przed sezonem 1990 zespół został rozbudowany – pracowało w nim 45 osób. Siedzibę przeniesiono do Milton Keynes, a jako że zespół postanowił spróbować sił w innych seriach wyścigowych, podzielono go na trzy oddzielne sekcje: pierwsza zajmowała się przygotowaniem aut do europejskiej Formuły 3000, druga do brytyjskiej Formuły 3, a trzecia do Formuły Vauxhall Lotus.
W roku 1990 w Formule 3 dla PSR startowali Paul Stewart oraz Derek Higgins, w Formule Vauxhall Lotus – David Coulthard i Gil de Ferran, a w Formule 3000 – Andrea Chiesa i John Jones. Sponsorem zespołu w Formule 3000 został koncern Labatt.
W Formule 3000 zespół nigdy nie odnotował większych sukcesów, pierwsze zwycięstwo osiągając dopiero w 1993 roku na Silverstone za sprawą Gila de Ferrana, a dwa kolejne a następnym roku, na Pau i Enna-Pergusa. Po sezonie 1995 zespół został wycofany z Formuły 3000, odnosząc 3 zwycięstwa, zdobywając 4 pole position i 141 punktów.

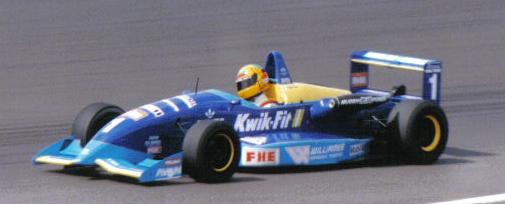
Ralph Firman prowadzący bolid PSR w zawodach Brytyjskiej Formuły 3 na torze w Silverstone w 1995 roku

W brytyjskiej Formule 3 zespół odniósł znacznie większe sukcesy – w ciągu ośmiu sezonów zdobył sześć tytułów mistrzowskich, za sprawą takich kierowców, jak Gil de Ferran w 1992, Kelvin Burt w 1993, Jan Magnussen w 1994, Ralph Firman w 1996, Johnny Kane w 1997 i Mário Haberfeld w 1998. W Formule Vauxhall Lotus zespół Paul Stewart Racing także zdobył sześć tytułów mistrzowskich.
Po zakończeniu sezonu 1993 Paul Stewart postanowił, że będzie samodzielnie prowadził zespół PSR. Tak też się stało – został samodzielnym szefem tej ekipy. Zespół Paul Stewart Racing istniał do roku 1997. Po zakończeniu sezonu 1997 zespół wycofał się z Formuły 3 i Formuły Vauxhall Lotus, ponieważ rodzina Stewartów postanowiła spróbować założyć własny zespół w Formule 1, co też nastąpiło za sprawą ekipy Stewart Grand Prix.
Zespół Paul Stewart Racing uczestniczył w Formule 3 przez okres 9 lat, w Formule Vauxhall Lotus przez okres 8 lat i przez okres 6 lat w Formule 3000. We wszystkich tych seriach zespół wygrał łącznie 119 wyścigów, zdobył 12 tytułów mistrzowskich i wypromował takich kierowców, jak David Coulthard, Gil de Ferran czy Dario Franchitti.